# Ringwall Eisenköpfe
Der Ringwall Eisenköpfe ist eine etwa 7 Hektar große Ringwallanlage aus der Latènezeit bei Hommertshausen, einem Ortsteil der Gemeinde Dautphetal im mittelhessischen Landkreis Marburg-Biedenkopf.

## Lage

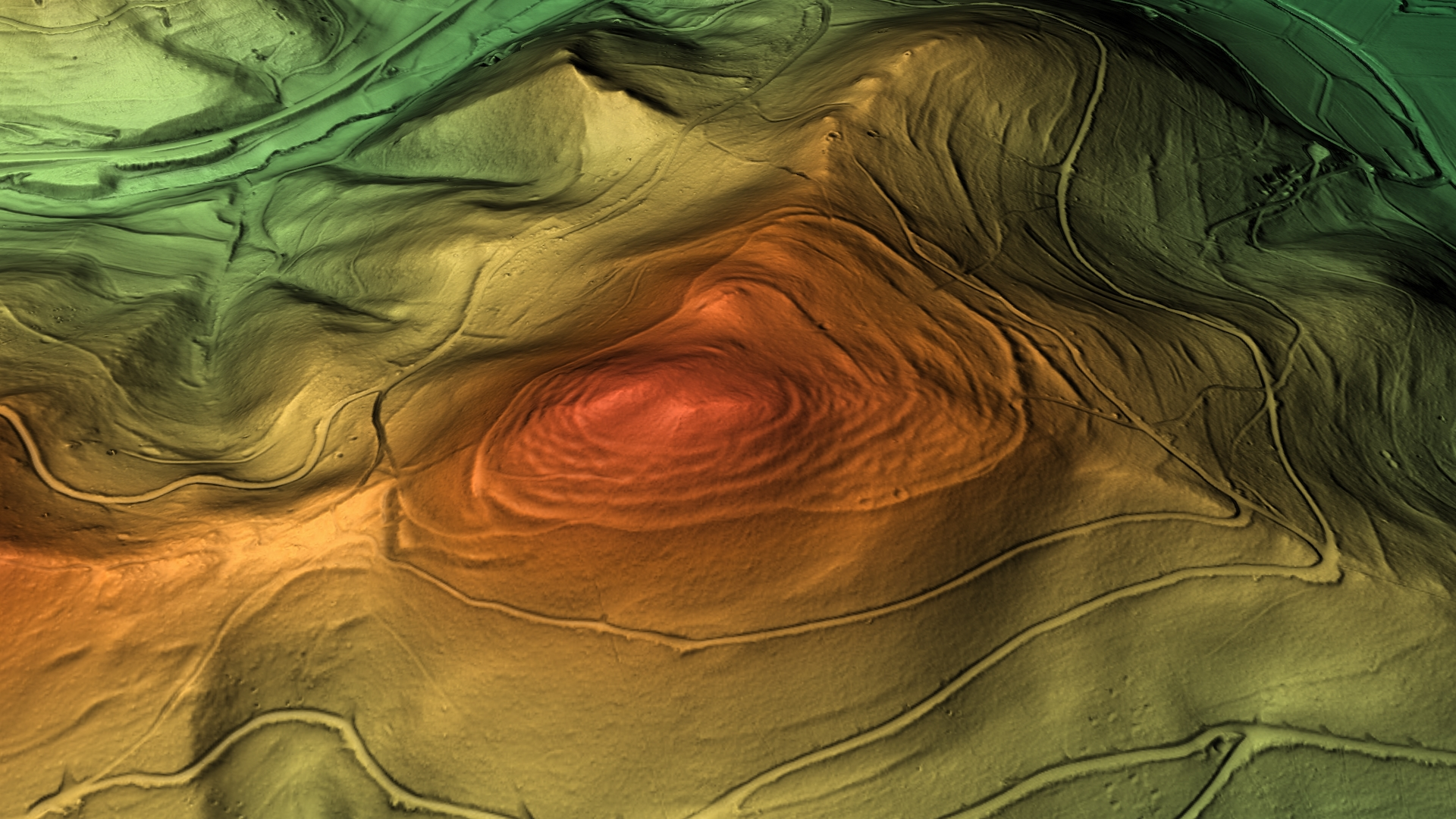
Digitales Reliefbild des Geländes

Die Kuppe der "Eisenköpfe" ist 497,80 m hoch und liegt in einer Zone erzführender Diabase am Ostrand des Rheinischen Schiefergebirges. Das Relief ihrer Oberfläche zeigt eine umfassende ovale Ringwallanlage mit mehreren flachen Wall- und Grabensystemen. Am westlichen Sporn weist der den natürlichen Hangkanten folgende äußere Ring eine zangenartige Lücke auf, der ein kurzer Abschnittswall vorgelagert ist.

## Forschungsgeschichte
Die Ringwallanlage wurde erst 1985 entdeckt. In den Jahren 2002 und 2003 wurden hier verschiedene Sondageschnitte angelegt. Dabei wurde festgestellt, dass die Siedlung nicht durch einen Wall begrenzt und gesichert worden war. Stattdessen wurden die natürlichen Hangkanten genutzt, um auf ihnen eine eingetiefte und angeschüttete Palisade zu errichten. Auf der Kuppe konnten Gebäude nachgewiesen werden, deren aufgehendes Pfostenwerk in die hoch anstehenden Tonschieferschichten eingegraben waren. Umfangreiche Reste inkohlter Gerste lassen Getreidespeicher vermuten. In unmittelbarer Nähe fand man Reste von Schlacke und ein kleines Stück Bronzefluss, was als deutliches Indiz für die Verarbeitung von Buntmetall im zentralen Siedlungsbereich gilt.

## Datierung
Die in allen Siedlungsbereichen gefundene Gefäßkeramik und die von Sondengängern unerlaubterweise dem Boden entnommenen metallenen Kleinfunde deuten darauf hin, dass die Besiedlung wahrscheinlich um 250 v. Chr. begonnen und rund 200 Jahre bestanden hat.
Die Besiedlung der Kuppe der "Eisenköpfe" fand etwa zur gleichen Zeit statt wie die der Ringwallanlage Rimberg bei Caldern, die 9 km Luftlinie entfernt ist.